# Veroljub Kosovac
Veroljub "Kos" Kosovac, född 5 januari 1956 i Vrnjačka Banja, SFR Jugoslavien, är en serbisk handbollstränare och tidigare handbollsmålvakt. Han har bland annat tränat IFK Kristianstad, IFK Trelleborg, H43 Lund, BM Aragón och Skjern Håndbold. Han är sedan 2013 assisterande förbundskapten och målvaktstränare för Qatars landslag.

## Klubbar som spelare
- Röda stjärnan Belgrad (–1984)
- FC Barcelona (1984–1986)
- IFK Kristianstad (1986–1994)

## Tränaruppdrag
- IFK Kristianstad (1991–1994)
- IFK Trelleborg (1994–1997)
- IFK Ystad (1997–1998)
- H43 Lund (1999–2005)
- BM Aragón (2005–2009)
- Skjern Håndbold (2009–2011)
- H43 Lund (2012–2013)
- Qatar (assisterande, 2013–)